# Blue Songs
Blue Songs è il secondo album in studio del gruppo musicale statunitense Hercules and Love Affair, pubblicato nel 2011.

## Tracce
1. Painted Eyes – 6:02 (Andrew Butler)
2. My House – 4:52 (Butler, Roberto Gallegos)
3. Answers Come in Dreams – 5:24 (Butler, Gallegos)
4. Leonora – 4:32 (Butler)
5. Boy Blue – 5:00 (Butler)
6. Blue Songs – 5:38 (Butler)
7. Falling – 4:54 (Butler, Gallegos)
8. I Can't Wait – 5:55 (Butler, Kim Ann Foxman)
9. Step Up – 4:04 (Butler)
10. Visitor – 4:41 (Butler, Gallegos)
11. It's Alright (Pet Shop Boys cover) – 6:00 (Sterling Void, Paris Brightledge)

## Formazione
- Kim Ann Foxman
- Aérea Negrot
- Mark Pistel
- Andrew Butler
- Shaun J. Wright